# هايلي بيشوب
هايلي بيشوب (بالإنجليزية: Hayley Bishop)‏ هي ممثلة بريطانية، ولدت في 1982 في تيلفورد في المملكة المتحدة.

## وصلات خارجية
- هايلي بيشوب على موقع IMDb (الإنجليزية)
- هايلي بيشوب على موقع قاعدة بيانات الفيلم (الإنجليزية)